# Tysk-österrikiska backhopparveckan 2005/2006
Tysk-österrikiska backhopparveckan 2005/2006 ingick i backhoppningsvärldscupen 2005/2006. Först hoppade man i Oberstdorf den 29 december, den 1 januari hoppade man i Garmisch-Partenkirchen och den 4 januari hoppade man i Innsbruck. Deltävlingen i Bischofshofen genomfördes slutligen den 6 januari.
För första gången delade två hoppare på slutsegern.

## Oberstdorf

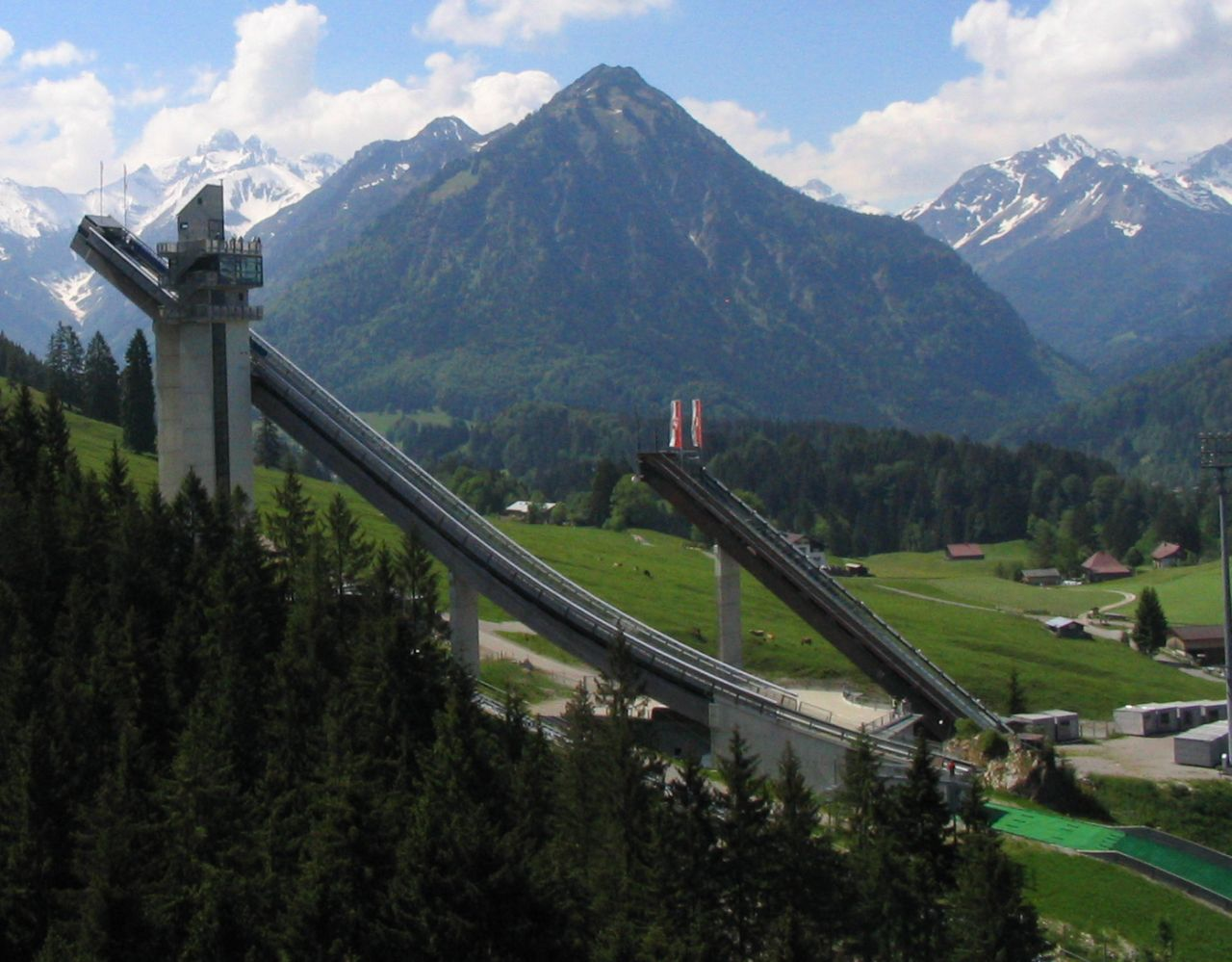
Backen i Oberstdorf

- Datum: 29 december 2005
- Klockslag: 16.30
- Land:  Tyskland
- Backe: Schattenbergschanze

| Placering | Hoppare             | Land      | Poäng |
| --------- | ------------------- | --------- | ----- |
| 1         | Janne Ahonen        | Finland   | 270,9 |
| 2         | Roar Ljøkelsøy      | Norge     | 268,4 |
| 3         | Jakub Janda         | Tjeckien  | 262,6 |
| 4         | Takanobu Okabe      | Japan     | 260,8 |
| 5         | Matti Hautamäki     | Finland   | 258,0 |
| 6         | Andreas Widhölzl    | Österrike | 248,1 |
| 7         | Georg Späth         | Tyskland  | 245,3 |
| 8         | Simon Ammann        | Schweiz   | 244,8 |
| 9         | Michael Uhrmann     | Tyskland  | 244,4 |
| 10        | Bjørn Einar Romøren | Norge     | 243,8 |
| 11        | Dmitrij Vasiljev    | Ryssland  | 243,6 |
| 12        | Alexander Herr      | Tyskland  | 238,7 |
| 13        | Noriaki Kasai       | Japan     | 238,0 |
| 13        | Adam Małysz         | Polen     | 238,0 |
| 15        | Andreas Kofler      | Österrike | 236,7 |

## Garmisch-Partenkirchen

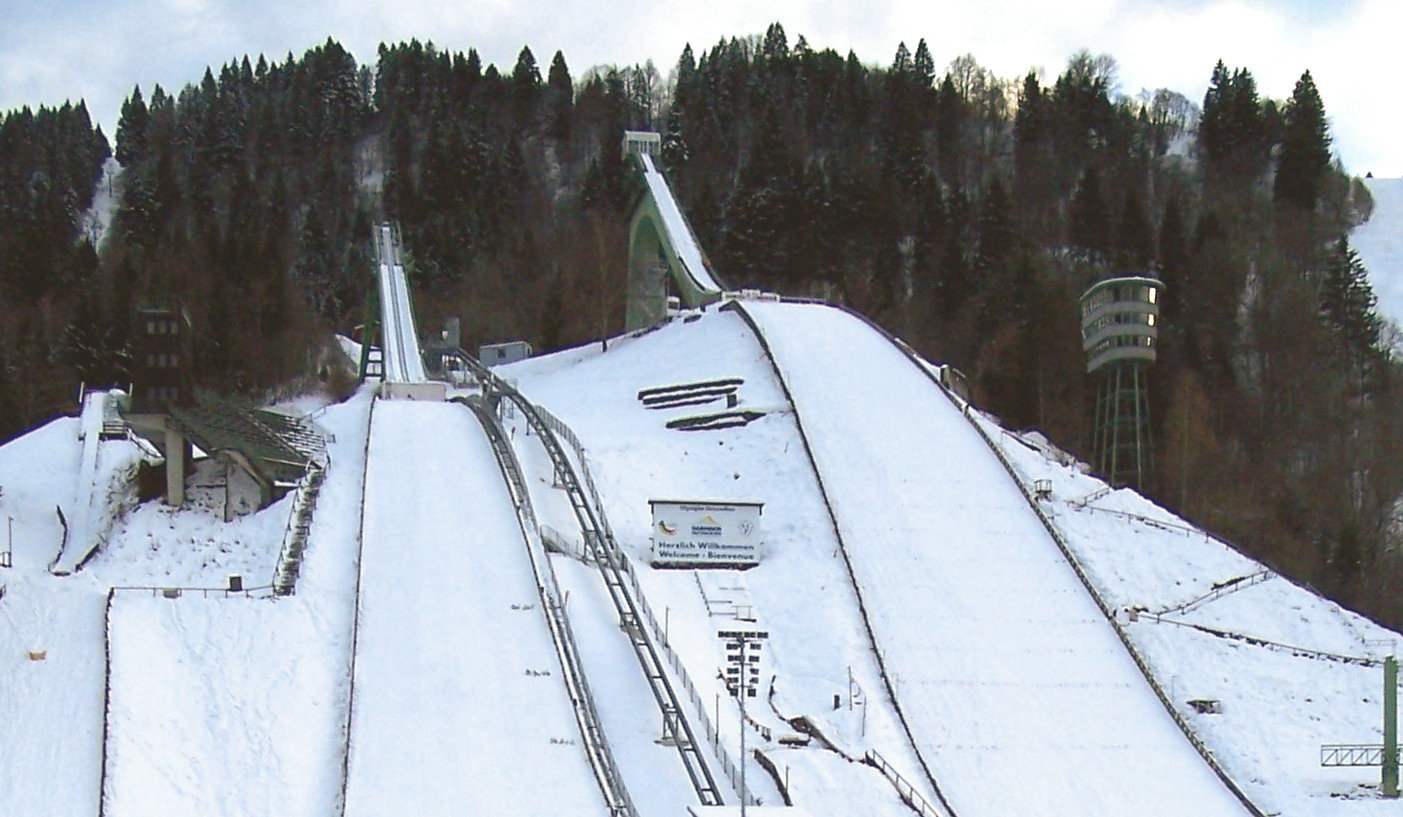
Backen i Garmisch-Partenkirchen

- Datum: 1 januari 2006
- Klockslag: 13.45
- Land:  Tyskland
- Backe: Große Olympiaschanze

| Placering | Hoppare          | Land      | Poäng |
| --------- | ---------------- | --------- | ----- |
| 1         | Jakub Janda      | Tjeckien  | 264,7 |
| 2         | Janne Ahonen     | Finland   | 262,2 |
| 3         | Matti Hautamäki  | Finland   | 260,3 |
| 4         | Andreas Küttel   | Schweiz   | 259,8 |
| 5         | Roar Ljøkelsøy   | Norge     | 249,8 |
| 6         | Andreas Kofler   | Österrike | 248,9 |
| 7         | Michael Uhrmann  | Tyskland  | 246,6 |
| 8         | Simon Ammann     | Schweiz   | 242,9 |
| 9         | Georg Späth      | Tyskland  | 240,8 |
| 10        | Takanobu Okabe   | Japan     | 238,6 |
| 11        | Martin Koch      | Österrike | 237,4 |
| 12        | Noriaki Kasai    | Japan     | 236,3 |
| 13        | Rok Benkovič     | Slovenien | 235,0 |
| 14        | Dmitrij Vasiljev | Ryssland  | 233,2 |
| 15        | Alexander Herr   | Tyskland  | 231,8 |

## Innsbruck

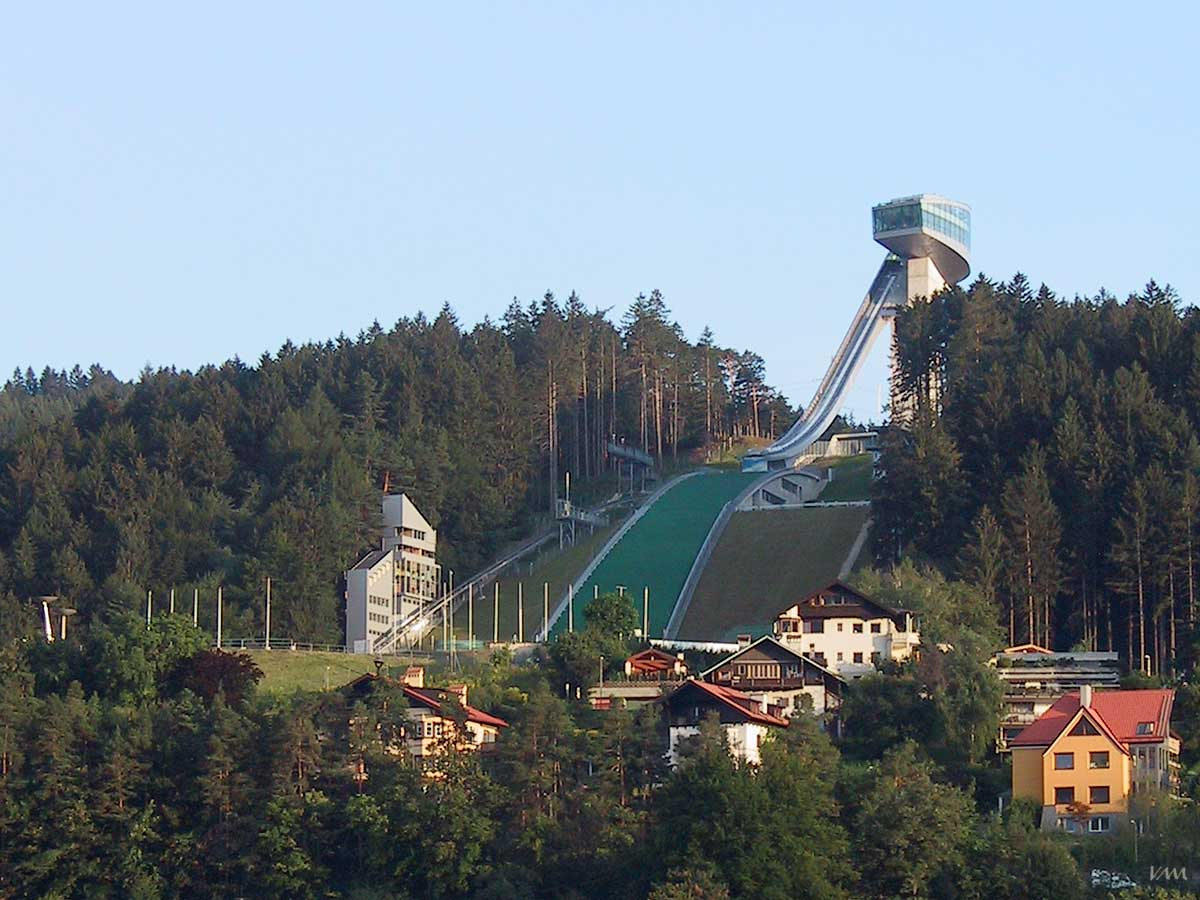
Backen i Innsbruck

- Datum: 4 januari 2006
- Klockslag: 13.45
- Land:  Österrike
- Backe: Bergiselschanze

| Placering | Hoppare             | Land      | Poäng |
| --------- | ------------------- | --------- | ----- |
| 1         | Lars Bystøl         | Norge     | 264,7 |
| 2         | Jakub Janda         | Tjeckien  | 263,2 |
| 3         | Bjørn Einar Romøren | Norge     | 258,1 |
| 4         | Thomas Morgenstern  | Österrike | 257,6 |
| 5         | Roar Ljøkelsøy      | Norge     | 256,9 |
| 6         | Janne Ahonen        | Finland   | 255,4 |
| 7         | Andreas Küttel      | Schweiz   | 255,2 |
| 8         | Takanobu Okabe      | Japan     | 253,8 |
| 9         | Noriaki Kasai       | Japan     | 251,7 |
| 10        | Rok Benkovič        | Slovenien | 251,4 |
| 11        | Andreas Kofler      | Österrike | 251,3 |
| 12        | Andreas Widhölzl    | Österrike | 250,2 |
| 13        | Georg Späth         | Tyskland  | 248,4 |
| 14        | Sebastian Colloredo | Italien   | 248,1 |
| 15        | Matti Hautamäki     | Finland   | 247,1 |

## Bischofshofen

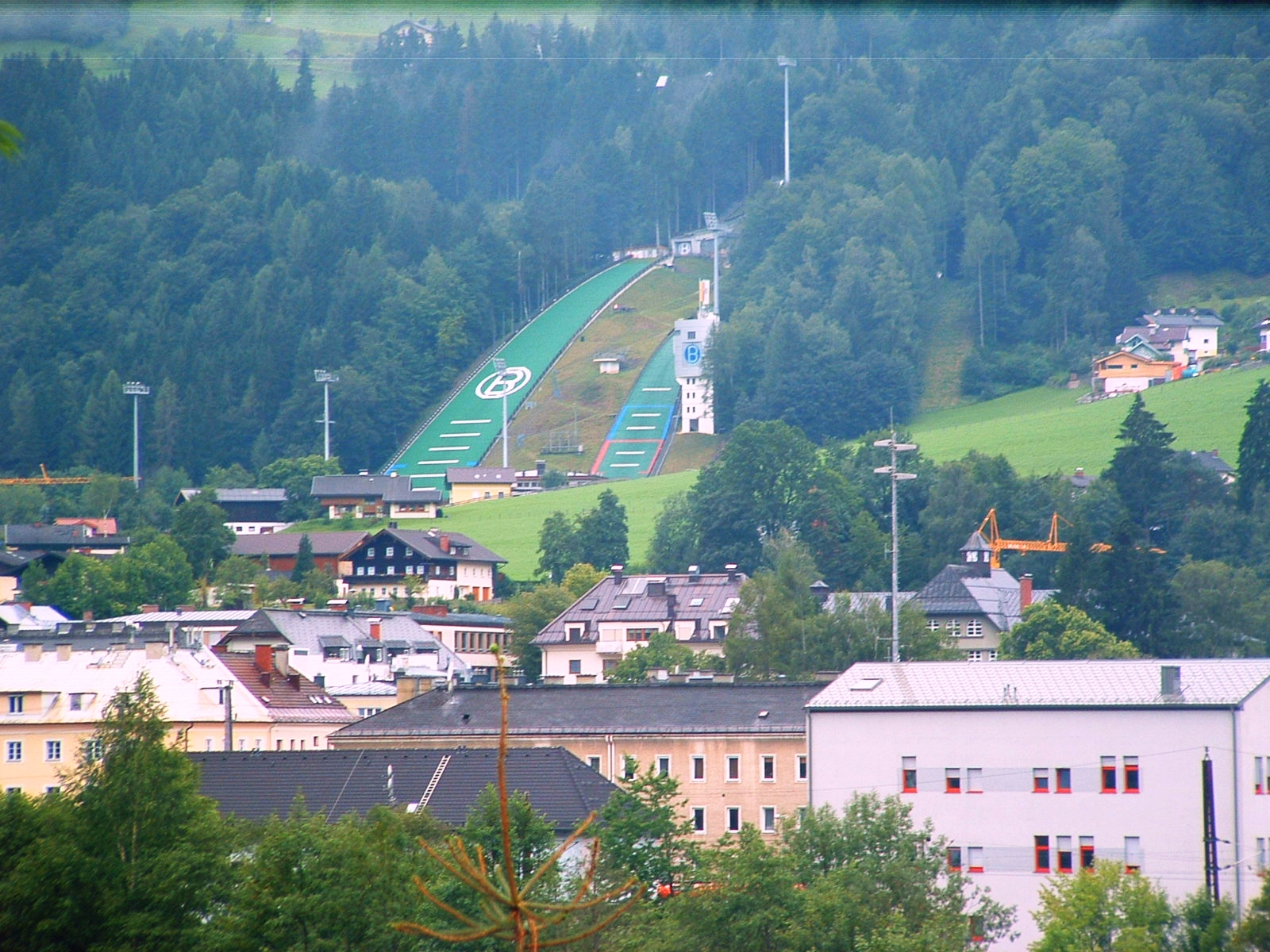
Backen i Bischofshofen

- Datum: 6 januari 2006
- Klockslag: 16.30
- Land:  Österrike
- Backe: Paul-Ausserleitner-Schanze

| Placering | Hoppare             | Land      | Poäng |
| --------- | ------------------- | --------- | ----- |
| 1         | Janne Ahonen        | Finland   | 293,0 |
| 2         | Jakub Janda         | Tjeckien  | 291,0 |
| 3         | Roar Ljøkelsøy      | Norge     | 282,0 |
| 4         | Andreas Küttel      | Schweiz   | 277,7 |
| 5         | Bjørn Einar Romøren | Norge     | 265,8 |
| 6         | Takanobu Okabe      | Japan     | 264,6 |
| 7         | Alexander Herr      | Tyskland  | 262,0 |
| 8         | Thomas Morgenstern  | Österrike | 257,6 |
| 9         | Andreas Widhölzl    | Österrike | 256,6 |
| 10        | Andreas Kofler      | Österrike | 255,9 |
| 11        | Noriaki Kasai       | Japan     | 255,5 |
| 12        | Michael Uhrmann     | Tyskland  | 254,4 |
| 13        | Rok Benkovič        | Slovenien | 253,5 |
| 13        | Sebastian Colloredo | Italien   | 253,5 |
| 15        | Janne Happonen      | Finland   | 252,6 |

## Slutställning
| Placering | Hoppare             | Land      | Poäng  |
| --------- | ------------------- | --------- | ------ |
| 1         | Janne Ahonen        | Finland   | 1081,5 |
| 1         | Jakub Janda         | Tjeckien  | 1081,5 |
| 3         | Roar Ljøkelsøy      | Norge     | 1057,1 |
| 4         | Andreas Küttel      | Schweiz   | 1022,9 |
| 5         | Matti Hautamäki     | Finland   | 1018,0 |
| 6         | Takanobu Okabe      | Japan     | 1017,8 |
| 7         | Bjørn Einar Romøren | Norge     | 997,9  |
| 8         | Andreas Kofler      | Österrike | 992,8  |
| 9         | Noriaki Kasai       | Japan     | 981,5  |
| 10        | Georg Späth         | Tyskland  | 976,7  |
| 11        | Michael Uhrmann     | Tyskland  | 975,0  |
| 12        | Rok Benkovič        | Slovenien | 971,0  |
| 13        | Simon Ammann        | Schweiz   | 964,3  |
| 14        | Dmitrij Vasiljev    | Ryssland  | 952,9  |
| 15        | Sebastian Colloredo | Italien   | 932,5  |